# V3 (бронеавтомобиль)
V3 — импровизированный бронеавтомобиль, построенный бойцами датского Сопротивления в начале 1945 года на случай вооружённых конфликтов с силами вермахта. Применялся в уличных боях против датских коллаборационистов. В настоящее время — экспонат Музея Сопротивления в Копенгагене.

## История создания
К началу 1945 года всем уже было ясно, что Вторая мировая война движется к своему логическому завершению — остатки нацистской Германии оказались зажаты между Красной Армией с востока и силами союзников — с запада, и окончательная победа виделась делом нескольких месяцев. С постепенным развалом нацистской Германии давление немецкой армии и военной администрации в оккупированных скандинавских странах ослабевало. Окончательное поражение Рейха должно было вынудить их к капитуляции, однако бойцы датского Сопротивления не были уверены относительно сценария развития событий. Немецкие оккупационные части могли добровольно сложить оружие, но могли и оказать ожесточённое сопротивление. Поэтому, не рассчитывая на лёгкую победу, члены группы сопротивления датского города Фредериксверк ещё в начале 1945 года решили скрытно построить импровизированный бронеавтомобиль, чтобы использовать его в случае городских боёв. В качестве базы для него было решено использовать грузовик Ford Model AA, отремонтированный в подпольной мастерской на железнодорожной станции Фредериксверка. В течение двух месяцев с местного металлургического завода было выкрадено достаточное количество толстой листовой стали, после чего сопротивленцы приступили к непосредственной сборке броневика. Из-за сложностей с нахождением необходимых запчастей и оборудования, а также необходимости вести работы скрытно, постройка бронеавтомобиля растянулись на несколько месяцев — машина была закончена лишь 5 мая 1945 года.

### Происхождение названия
Интересно происхождение названия бронеавтомобиля — V3 (встречается также вариант V-3). Существует точка зрения, что почвой для такого имени послужил знаменитый жест Уинстона Черчилля «V for Victory», однако реальности она не соответствует. Жест Черчилля действительно стал очень популярен среди мировых антифашистов в качестве символа победы над нацизмом. В ответ министр пропаганды Третьего рейха Йозеф Геббельс предложил «свою трактовку» буквы V: в немецком языке эта буква отсутствует в слове «Победа» (нем. Sieg), но зато является первой буквой слова «Возмездие» (нем. Vergeltung). В связи с этим, буква V была использована в обозначении «Оружия Возмездия» — ракет Фау-1 и Фау-2 (нем. V-1 и V-2). Что же до датского языка, то в нём буква V отсутствует как в слове «Победа» (дат. Sejre), так и в слове «Возмездие» (дат. Straf). Название V3, или V-3, было избрано в качестве издевательства над немецкими V-1 и V-2 — немецкое V, но уже со следующим порядковым номером 3, как бы оборачивалась против нацистов. Таким образом, импровизированный броневик становился своего рода «Оружием датского Возмездия» — «Фау-3». При этом сами немцы обозначение «Фау-3» использовали в отношении многокамерного артиллерийского орудия, которое должно было обстреливать Лондон через Ла-Манш.

## Описание конструкции
Импровизированный бронеавтомобиль V3 по сути представлял собой гражданский грузовик Ford Model AA с частичным бронированием мотора и кабины и установкой бронекорпуса на месте грузовой платформы. Бронирование двигателя состояло из плоских листов стали, приклёпанных вертикально и горизонтально к уголковой раме. Характерной особенностью являлся широкий стальной лист со скошенными углами, приклёпанный спереди и прикрывавший радиатор и передние колёса. Дверцы кабины прикрывалась стальными листами, установленными с внутренней стороны, а вместо лобового стекла был приклёпан лист стали. В кабине размещались водитель (слева) и стрелок (справа). Для наблюдения за полем боя они располагали смотровыми щелями в лобовом листе, причём щель стрелка была гораздо у́же, и под ней также имелась круглая амбразура для стрельбы из личного оружия. Кроме того, узкие смотровые щели были устроены в дверцах кабины. Сверху и кабина, и моторный отсек прикрывались плоскими листами железа.
Позади кабины было устроено полностью закрытое «боевое отделение», в котором могло разместиться до 5 человек. В кормовой части боевого отделения была размещена цилиндрическая «башня» — невращающийся стальной барабан с проделанными в нём по кругу бойницами. При этом вертикальные бортовые листы боевого отделения сопрягались с башней, из-за чего ширина отделения значительно уменьшалась к корме машины. В бортовых листах также были проделаны смотровые щели с бойницами под ними, по две на каждый борт, а также ещё несколько смотровых щелей в разных местах корпуса. Сверху боевое отделение прикрывалось плоским стальным листом с люком для посадки и высадки экипажа. Задние колёса также частично прикрывались плоскими бронелистами.
Двигатель, трансмиссия и ходовая часть базового грузовика каких бы то ни было изменений не претерпели.
Бронеавтомобиль был окрашен в серый цвет с небольшими изображениями вертикально расположенных датских флагов на дверцах и задних крыльях. Кроме того, на борта боевого отделения были нанесены большие надписи «V3», а на лобовой лист моторного отсека — надпись «Свободная Дания» (дат. Frit Danmark).

## Боевое применение
По иронии судьбы бойцы датского Сопротивления закончили своё «Оружие Возмездия» на следующий день после того, как главнокомандующий германскими ВМС адмирал флота Ганс-Георг фон Фридебург подписал акт о капитуляции подчинённых ему частей германских вооруженных сил, в числе которых был и контингент нацистов в Дании. К счастью, немецкие войска, подчинившись приказу, сложили оружие без боя, однако броневик бойцам Сопротивления всё же пригодился. В одном из домов Фредериксверка засела небольшая группа сотрудничавших с оккупационными войсками коллаборационистов, отказавшаяся добровольно сдаваться. V3 был использован бойцами Сопротивления при штурме дома, причём довольно успешно — начавшие было отстреливаться коллаборационисты, увидев, что сопротивленцы располагают броневиком, поспешили сдаться. Впоследствии V3 использовался в нескольких разведывательных операциях, однако обезвреживание группы коллаборационистов во Фредериксверке осталось единственным случаем полноценного боевого применения V3. Впрочем, на пояснительной табличке, закреплённой на музейном бронеавтомобиле, присутствует указание, что бронеавтомобиль использовался также в районе городка Ассербо (дат. Asserbo).
Позднее, после окончательного завершения войны, броневик некоторое время сохранялся в железнодорожных мастерских Фредериксверка, а затем был передан в копенгагенский «Музей Сопротивления», где экспонируется по сей день. Бронеавтомобиль содержится за счёт средств, предоставляемых Фондом Карлсберг.

## Оценка машины
Разумеется, броневик V3 не являлся полноценным бронеавтомобилем, поэтому предъявление к нему высоких требований бессмысленно. Листовая сталь боевого отделения обеспечивала лишь относительную защиту, хотя цилиндрическая форма кормы в некоторой степени способствовала рикошету пуль, а частичное прикрытие колёс повышало выживаемость броневика. В реальном бою с регулярными немецкими войсками боевая ценность подобной машины вряд ли была бы высока, однако нельзя сбрасывать со счетов тот факт, что его предполагалось применять в условиях городского боя с использованием преимущественно лёгкого оружия. Интересно, что из имеющихся на корпусе бронеавтомобиля нескольких пулевых пробоин лишь одна была получена в ходе боя — остальные бронеавтомобиль получил позднее, вероятнее всего, будучи использован в качестве тренировочной мишени. Кроме того, наличие броневика положительно влияло на боевой дух бойцов Сопротивления.

### Сравнение с аналогами
Хотя моделей импровизированных бронавтомобилей во время Второй мировой войны существовало бесчисленное количество, наиболее близким аналогом можно считать частично бронированные советские «машины ИЗ» на базе ГАЗ-АА («полуторки»), производившиеся летом 1941 года Ижорским заводом в Ленинграде.